# Im Schneesturm

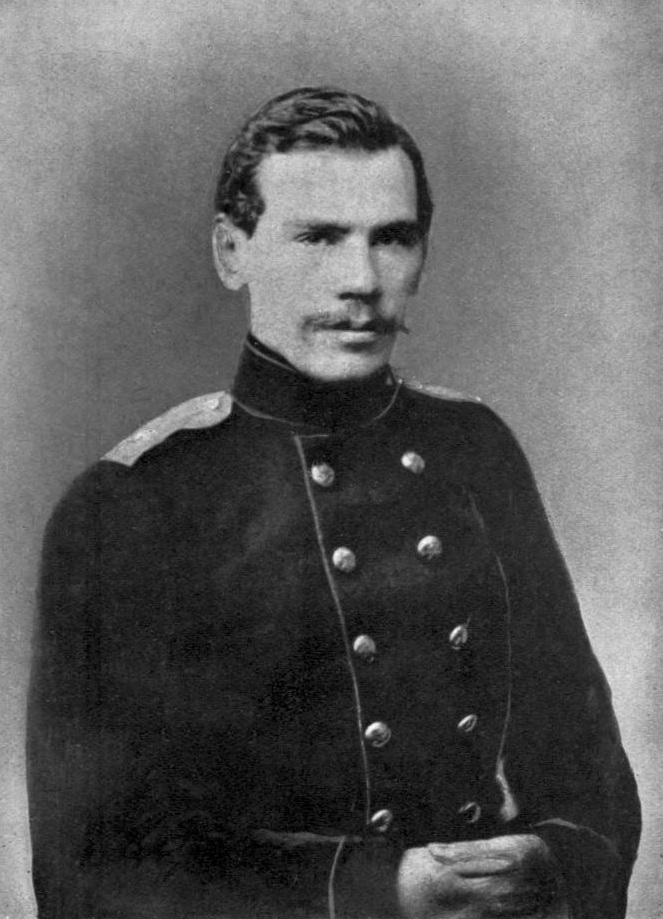
Lew Tolstoi im Jahr 1856

Im Schneesturm, auch Der Schneesturm (russisch Метель, Metel), ist eine Erzählung von Lew Tolstoi, die am 12. Februar 1856 vollendet wurde und im Märzheft desselben Jahres im Sankt Petersburger Sowremennik erschien. Die Geschichte beruht auf einer wahren Begebenheit. Am 24. Januar 1854 geriet Tolstoi auf der Heimreise vom Kaukasus in der Nähe von Nowotscherkassk in einen Schneesturm.

## Inhalt
Der Schlitten, eine Troika, in die sich der Erzähler zusammen mit einem gewissen Aljoschka des Abends setzt, gleitet in die schneebedeckte Kosakensteppe hinein. Als über dem Ödland ein Schneesturm aufzieht und kein Werstpfahl mehr zu sehen ist, möchte der Erzähler nicht umkehren. Er hat zum Kutscher allerdings wenig Vertrauen, weil dieser kein Einheimischer ist, sondern aus der Tulaer Gegend kommt. Zudem ist der Erzähler bereits über fünfhundert Werst ohne nächtliche Rast gereist. Er hat es eilig. Der Kutscher lebt spürbar auf, als der Erzähler angesichts des Unwetters doch noch Umkehr anordnet. Als den Reisenden Kurierschlitten in scharfem Trab entgegenkommen, befiehlt der Erzähler erneute Umkehr nach dem Motto: Einfach den frischen Spuren dieser Troikas hinterdrein! Das laute Schellengeläut wird wohl die Fahrtrichtung weisen. Der ungeschickte Kutscher fährt beim Wenden in eines der Dreigespanne hinein. Losgerissene Pferde des betroffenen Postwagens müssen im Schneenebel eingefangen werden. Der Kutscher überredet den Erzähler zum Schlittenwechsel. Nach Mitternacht kommt zum Sturm die Kälte hinzu. Der Postillon rät dem Erzähler zu einem kleinen Fußmarsch dicht hinterm Schlitten zwecks Aufwärmung. Die Reisenden verlieren ein paarmal die Orientierung. Verunsichert halten sie nach Heuschobern, Kalmückenzelten beziehungsweise einem Kosakendorf Ausschau. Der Sternenhimmel steht zur Orientierung nicht zur Verfügung. Wo ist die Poststation – das Ziel dieser Etappe? Der Erzähler schläft mehrmals ein; träumt beim Einschlafen von seinem schönen Erfrierungstod und wechselt sodann jedes Mal in sein favorisiertes Traumland flirrendheißer Julisommer daheim auf seinem Landgut tief in Russland. Als er in der Nacht – gegen Morgen schon – erwacht, schnauben die ermatteten Pferde und stolpern. Der Wind heult immer noch und es schneit; genauer, es schüttet Schnee wie mit Schaufeln herabgeworfen. Am Morgen ist der Schneefall vorbei. Lediglich Wind treibt Schnee über die kahle Steppe. Obwohl die Poststation nur noch eine halbe Werst entfernt ist, darf der Postillon am ersten Wirtshaus halten. Man gönnt sich ein Viertelmaß Branntwein.

## Rezeption
Im Gegensatz zu anderen Publikationen Tolstois aus jener Zeit – zum Beispiel Morgen eines Gutsbesitzers – wurde der Text von der zeitgenössischen russischen Literaturkritik günstig aufgenommen. Turgenjew soll hingerissen gewesen sein. Aksakow nannte die Kurzgeschichte die realistischste, die er jemals über dieses Naturereignis gelesen habe. Herzen soll sie wunderbar gefunden haben. Druschinin, voll des Lobes über Tolstois Beschreibung der Naturgewalt, habe die kleine Geschichte für das Beste gehalten, was seit Puschkin und Gogol geschrieben worden wäre.
Die Äußerungen der Kritiker in neuerer Zeit fielen für Tolstoi weniger günstig aus. Sydney Schultze (University of Louisville) schreibt 1987 in den Modern Language Studies: In die wundervolle Beschreibung des eiskalten Schneesturms sei zwar die noch lebendigere Beschreibung eines heißen Julitages auf dem Landgut des Erzählers eingebunden, doch eine Botschaft aus der Gegenüberstellung sei nicht ablesbar. Ernest J. Simmons (1903–1972) vermisst im Schneesturm Handlung. Wiederholungen zur Beschreibung des Schnees und der Windstärken reichten nicht aus. Boris Eichenbaum hingegen findet das Verweben von realem Wintersturm und Sommertraum trotz fehlender Fabel bemerkenswert.
Wladimir Georgijewitsch Sorokin nimmt in seinem Roman Der Schneesturm (Метель), 2010 (deutsch von Andreas Tretner, Kiepenheuer & Witsch, Köln 2012) nicht nur im Titel Bezug auf Tolstoi und verlegt die groteske Handlung in eine dystopische Zukunft.

## Deutschsprachige Ausgaben
- Die Kosaken, im Schneesturm, Familienglück. Deutsch von August Scholz. B. Cassirer, 1923, Berlin
- Der Schneesturm. Deutsch von Alexander Eliasberg. S. 5–43 in: Gisela Drohla (Hrsg.): Leo N. Tolstoj. Sämtliche Erzählungen. Zweiter Band. Insel, Frankfurt am Main 1961 (2. Aufl. der Ausgabe in acht Bänden 1982)